# Mangalapur, Koppal
Mangalapur là một làng thuộc tehsil Koppal, huyện Koppal, bang Karnataka, Ấn Độ.